# Список астероїдів (6301—6400)
| Назва                                   | Тимчасове позначення | Дата відкриття    | Місце відкриття                     | Відкривач                                              |
| --------------------------------------- | -------------------- | ----------------- | ----------------------------------- | ------------------------------------------------------ |
| (6301) 1989 BR1                         | 1989 BR1             | 29 січня 1989     | Обсерваторія Клеть                  | Зденька Ваврова                                        |
| 6302 Тенґукоґен (Tengukogen)            | 1989 CF              | 2 лютого 1989     | Обсерваторія Ґейсей                 | Тсутому Секі                                           |
| (6303) 1989 EL2                         | 1989 EL2             | 12 березня 1989   | Обсерваторія Кушіро                 | Сейджі Уеда, Хіроші Канеда                             |
| 6304 Йозефус Флавіус (Josephus Flavius) | 1989 GT3             | 2 квітня 1989     | Обсерваторія Ла-Сілья               | Ерік Вальтер Ельст                                     |
| 6305 Гелголанд (Helgoland)              | 1989 GE8             | 6 квітня 1989     | Обсерваторія Карла Шварцшильда      | Ф. Бернґен                                             |
| 6306 Нісімура (Nishimura)               | 1989 UL3             | 30 жовтня 1989    | Обсерваторія Дінік                  | Ацуші Суґіе                                            |
| 6307 Майстей (Maiztegui)                | 1989 WL7             | 22 листопада 1989 | Астрономічний комплекс Ель-Леонсіто | Обсерваторія Фелікса Аґілара                           |
| 6308 Ебісузакі (Ebisuzaki)              | 1990 BK              | 17 січня 1990     | Обсерваторія Яцуґатаке-Кобутізава   | Йошіо Кушіда, Осаму Мурамацу                           |
| 6309 Елсхот (Elsschot)                  | 1990 EM3             | 2 березня 1990    | Обсерваторія Ла-Сілья               | Ерік Вальтер Ельст                                     |
| 6310 Янконке (Jankonke)                 | 1990 KK              | 21 травня 1990    | Паломарська обсерваторія            | Е. Гелін                                               |
| 6311 Порубчан (Porubcan)                | 1990 RQ2             | 15 вересня 1990   | Паломарська обсерваторія            | Генрі Гольт                                            |
| 6312 Робхайнлайн (Robheinlein)          | 1990 RH4             | 14 вересня 1990   | Паломарська обсерваторія            | Генрі Гольт                                            |
| (6313) 1990 RC8                         | 1990 RC8             | 14 вересня 1990   | Обсерваторія Ла-Сілья               | Анрі Дебеонь                                           |
| (6314) 1990 SQ16                        | 1990 SQ16            | 17 вересня 1990   | Паломарська обсерваторія            | Генрі Гольт                                            |
| (6315) 1990 TS                          | 1990 TS              | 11 жовтня 1990    | Обсерваторія Кушіро                 | Сейджі Уеда, Хіроші Канеда                             |
| (6316) 1990 TL6                         | 1990 TL6             | 9 жовтня 1990     | Обсерваторія Сайдинг-Спрінг         | Роберт Макнот                                          |
| 6317 Дрейфюс (Dreyfus)                  | 1990 UP3             | 16 жовтня 1990    | Обсерваторія Ла-Сілья               | Ерік Вальтер Ельст                                     |
| 6318 Cronkite                           | 1990 WA              | 18 листопада 1990 | Паломарська обсерваторія            | Е. Гелін                                               |
| 6319 Береговий (Beregovoj)              | 1990 WJ3             | 19 листопада 1990 | Обсерваторія Ла-Сілья               | Ерік Вальтер Ельст                                     |
| 6320 Бремен (Bremen)                    | 1991 AL3             | 15 січня 1991     | Обсерваторія Карла Шварцшильда      | Ф. Бернґен                                             |
| 6321 Намуратакао (Namuratakao)          | 1991 BV              | 19 січня 1991     | Обсерваторія Дінік                  | Ацуші Суґіе                                            |
| (6322) 1991 CQ                          | 1991 CQ              | 10 лютого 1991    | Обсерваторія Сайдинг-Спрінг         | Роберт Макнот                                          |
| 6323 Кародзі (Karoji)                   | 1991 CY1             | 14 лютого 1991    | Обсерваторія Кітамі                 | Кін Ендате, Кадзуро Ватанабе                           |
| 6324 Кейонума (Kejonuma)                | 1991 DN1             | 23 лютого 1991    | Обсерваторія Карасуяма              | Шіґеру Інода, Такеші Урата                             |
| (6325) 1991 EA1                         | 1991 EA1             | 14 березня 1991   | Обсерваторія Йорії                  | Масару Араї, Хіроші Морі                               |
| 6326 Ідамійосі (Idamiyoshi)             | 1991 FJ1             | 18 березня 1991   | Обсерваторія Дінік                  | Ацуші Суґіе                                            |
| (6327) 1991 GP1                         | 1991 GP1             | 9 квітня 1991     | Паломарська обсерваторія            | Е. Гелін                                               |
| (6328) 1991 NL1                         | 1991 NL1             | 12 липня 1991     | Паломарська обсерваторія            | Генрі Гольт                                            |
| 6329 Хіконедзьо (Hikonejyo)             | 1992 EU1             | 12 березня 1992   | Обсерваторія Дінік                  | Ацуші Суґіе                                            |
| 6330 Коен (Koen)                        | 1992 FN              | 23 березня 1992   | Обсерваторія Кітамі                 | Кін Ендате, Кадзуро Ватанабе                           |
| (6331) 1992 FZ1                         | 1992 FZ1             | 28 березня 1992   | Обсерваторія Кушіро                 | Сейджі Уеда, Хіроші Канеда                             |
| 6332 Форарльберґ (Vorarlberg)           | 1992 FP3             | 30 березня 1992   | Обсерваторія Карла Шварцшильда      | Ф. Бернґен                                             |
| 6333 Еленжак (Helenejacq)               | 1992 LG              | 3 червня 1992     | Паломарська обсерваторія            | Ґреґорі Леонард                                        |
| 6334 Роблеонард (Robleonard)            | 1992 MM              | 27 червня 1992    | Паломарська обсерваторія            | Ґреґорі Леонард                                        |
| 6335 Нікольраппапорт (Nicolerappaport)  | 1992 NR              | 5 липня 1992      | Паломарська обсерваторія            | Е. Гелін, Джеффрі Алу                                  |
| 6336 Додо (Dodo)                        | 1992 UU              | 21 жовтня 1992    | Обсерваторія Кійосато               | Сатору Отомо                                           |
| 6337 Сіота (Shiota)                     | 1992 UC4             | 26 жовтня 1992    | Обсерваторія Кітамі                 | Кін Ендате, Кадзуро Ватанабе                           |
| 6338 Ісаосато (Isaosato)                | 1992 UO4             | 26 жовтня 1992    | Обсерваторія Кітамі                 | Кін Ендате, Кадзуро Ватанабе                           |
| 6339 Джіліберті (Giliberti)             | 1993 SG              | 20 вересня 1993   | Коллеверде ді Ґвідонія              | Вінченцо Касуллі                                       |
| 6340 Катманду (Kathmandu)               | 1993 TF2             | 15 жовтня 1993    | Обсерваторія Кітамі                 | Кін Ендате, Кадзуро Ватанабе                           |
| (6341) 1993 UN3                         | 1993 UN3             | 20 жовтня 1993    | Обсерваторія Кушіро                 | Сейджі Уеда, Хіроші Канеда                             |
| (6342) 1993 VG                          | 1993 VG              | 7 листопада 1993  | Обсерваторія Кушіро                 | Сейджі Уеда, Хіроші Канеда                             |
| (6343) 1993 VK                          | 1993 VK              | 7 листопада 1993  | Обсерваторія Кушіро                 | Сейджі Уеда, Хіроші Канеда                             |
| (6344) 1993 VM                          | 1993 VM              | 7 листопада 1993  | Обсерваторія Кушіро                 | Сейджі Уеда, Хіроші Канеда                             |
| 6345 Хідео (Hideo)                      | 1994 AX1             | 5 січня 1994      | Обсерваторія Кітамі                 | Кін Ендате, Кадзуро Ватанабе                           |
| 6346 Сюкумеґурі (Syukumeguri)           | 1995 AY              | 6 січня 1995      | Обсерваторія Оїдзумі                | Такао Кобаяші                                          |
| (6347) 1995 BM4                         | 1995 BM4             | 28 січня 1995     | Обсерваторія Кушіро                 | Сейджі Уеда, Хіроші Канеда                             |
| (6348) 1995 CH1                         | 1995 CH1             | 3 лютого 1995     | Обсерваторія Кушіро                 | Сейджі Уеда, Хіроші Канеда                             |
| 6349 Акапулько (Acapulco)               | 1995 CN1             | 8 лютого 1995     | Станція Аясі обсерваторії Сендай    | Масахіро Коїсікава                                     |
| 6350 Шлютер (Schluter)                  | 3526 P-L             | 17 жовтня 1960    | Паломарська обсерваторія            | К. Й. ван Гаутен, І. ван Гаутен-Ґроневельд, Т. Герельс |
| 6351 Нейман (Neumann)                   | 4277 T-1             | 26 березня 1971   | Паломарська обсерваторія            | К. Й. ван Гаутен, І. ван Гаутен-Ґроневельд, Т. Герельс |
| 6352 Шлаун (Schlaun)                    | 2400 T-3             | 16 жовтня 1977    | Паломарська обсерваторія            | К. Й. ван Гаутен, І. ван Гаутен-Ґроневельд, Т. Герельс |
| 6353 Семпер (Semper)                    | 3107 T-3             | 16 жовтня 1977    | Паломарська обсерваторія            | К. Й. ван Гаутен, І. ван Гаутен-Ґроневельд, Т. Герельс |
| 6354 Вангеліс (Vangelis)                | 1934 GA              | 3 квітня 1934     | Королівська обсерваторія Бельгії    | Ежен Жозеф Дельпорт                                    |
| 6355 Юнівермосков (Univermoscow)        | 1969 TX5             | 15 жовтня 1969    | КрАО                                | Черних Людмила Іванівна                                |
| 6356 Таїров (Tairov)                    | 1976 QR              | 26 серпня 1976    | КрАО                                | Черних Микола Степанович                               |
| 6357 Глушко (Glushko)                   | 1976 SK3             | 24 вересня 1976   | КрАО                                | Черних Микола Степанович                               |
| 6358 Черток (Chertok)                   | 1977 AL1             | 13 січня 1977     | КрАО                                | Черних Микола Степанович                               |
| 6359 Дубінін (Dubinin)                  | 1977 AZ1             | 13 січня 1977     | КрАО                                | Черних Микола Степанович                               |
| (6360) 1978 UA7                         | 1978 UA7             | 27 жовтня 1978    | Паломарська обсерваторія            | Мішель Олмстід                                         |
| (6361) 1978 VL11                        | 1978 VL11            | 7 листопада 1978  | Паломарська обсерваторія            | Е. Гелін, Ш. Дж. Бас                                   |
| 6362 Туніс (Tunis)                      | 1979 KO              | 19 травня 1979    | Обсерваторія Ла-Сілья               | Річард Вест                                            |
| 6363 Доґґетт (Doggett)                  | 1981 CB1             | 6 лютого 1981     | Станція Андерсон-Меса               | Едвард Бовелл                                          |
| 6364 Казаріні (Casarini)                | 1981 ET              | 5 березня 1981    | Обсерваторія Ла-Сілья               | Анрі Дебеонь, Джованні де Санктіс                      |
| 6365 Нікшнайдер (Nickschneider)         | 1981 ES29            | 1 березня 1981    | Обсерваторія Сайдинг-Спрінг         | Ш. Дж. Бас                                             |
| 6366 Райнервелер (Rainerwieler)         | 1981 UM22            | 24 жовтня 1981    | Паломарська обсерваторія            | Ш. Дж. Бас                                             |
| (6367) 1982 FY2                         | 1982 FY2             | 18 березня 1982   | Обсерваторія Ла-Сілья               | Анрі Дебеонь                                           |
| 6368 Річардменендес                     | 1983 RM3             | 1 вересня 1983    | Обсерваторія Ла-Сілья               | Анрі Дебеонь                                           |
| (6369) 1983 UC                          | 1983 UC              | 16 жовтня 1983    | Обсерваторія Клеть                  | Зденька Ваврова                                        |
| 6370 Мальпаїс (Malpais)                 | 1984 EY              | 9 березня 1984    | Станція Андерсон-Меса               | Браян Скіфф                                            |
| 6371 Хайнлайн (Heinlein)                | 1985 GS              | 15 квітня 1985    | Станція Андерсон-Меса               | Едвард Бовелл                                          |
| 6372 Вокер (Walker)                     | 1985 JW1             | 13 травня 1985    | Паломарська обсерваторія            | Керолін Шумейкер, Юджин Шумейкер                       |
| 6373 Стерн (Stern)                      | 1986 EZ              | 5 березня 1986    | Станція Андерсон-Меса               | Едвард Бовелл                                          |
| 6374 Беслан (Beslan)                    | 1986 PY4             | 8 серпня 1986     | КрАО                                | Черних Людмила Іванівна                                |
| 6375 Фредгарріс (Fredharris)            | 1986 TB5             | 1 жовтня 1986     | Коссоль                             | CERGA                                                  |
| 6376 Шамп (Schamp)                      | 1987 KD1             | 29 травня 1987    | Паломарська обсерваторія            | Керолін Шумейкер, Юджин Шумейкер                       |
| 6377 Кеґні (Cagney)                     | 1987 ML1             | 25 червня 1987    | Обсерваторія Клеть                  | Антонін Мркос                                          |
| (6378) 1987 SE13                        | 1987 SE13            | 27 вересня 1987   | Обсерваторія Ла-Сілья               | Анрі Дебеонь                                           |
| 6379 Врба (Vrba)                        | 1987 VA1             | 15 листопада 1987 | Обсерваторія Клеть                  | Антонін Мркос                                          |
| 6380 Ґардел (Gardel)                    | 1988 CG              | 10 лютого 1988    | Обсерваторія Йорії                  | Масару Араї, Хіроші Морі                               |
| 6381 Тояма (Toyama)                     | 1988 DO1             | 21 лютого 1988    | Обсерваторія Кітамі                 | Тецуя Фудзі, Кадзуро Ватанабе                          |
| (6382) 1988 EL                          | 1988 EL              | 14 березня 1988   | Паломарська обсерваторія            | Джеффрі Алу                                            |
| 6383 Токусіма (Tokushima)               | 1988 XU1             | 12 грудня 1988    | Обсерваторія Токушіма               | Масаюкі Івамото, Тошімата Фурута                       |
| 6384 Кервін (Kervin)                    | 1989 AM              | 3 січня 1989      | Паломарська обсерваторія            | Е. Гелін                                               |
| 6385 Мартіндевід (Martindavid)          | 1989 EC2             | 5 березня 1989    | Обсерваторія Клеть                  | Антонін Мркос                                          |
| 6386 Keithnoll                          | 1989 NK1             | 10 липня 1989     | Паломарська обсерваторія            | Генрі Гольт                                            |
| (6387) 1989 WC                          | 1989 WC              | 19 листопада 1989 | Обсерваторія Кушіро                 | Сейджі Уеда, Хіроші Канеда                             |
| (6388) 1989 WL1                         | 1989 WL1             | 25 листопада 1989 | Обсерваторія Кушіро                 | Сейджі Уеда, Хіроші Канеда                             |
| 6389 Оґава (Ogawa)                      | 1990 BX              | 21 січня 1990     | Обсерваторія Кітамі                 | Кін Ендате, Кадзуро Ватанабе                           |
| 6390 Хірабаясі (Hirabayashi)            | 1990 BG1             | 26 січня 1990     | Обсерваторія Кітамі                 | Кін Ендате, Кадзуро Ватанабе                           |
| 6391 Африкано (Africano)                | 1990 BN2             | 21 січня 1990     | Паломарська обсерваторія            | Е. Гелін                                               |
| 6392 Такасімідзуно (Takashimizuno)      | 1990 HR              | 29 квітня 1990    | Обсерваторія Кані                   | Йосікане Мідзуно, Тошімата Фурута                      |
| (6393) 1990 HM1                         | 1990 HM1             | 29 квітня 1990    | Фудзієда                            | Х. Шіодзава, М. Кідзава                                |
| (6394) 1990 QM2                         | 1990 QM2             | 22 серпня 1990    | Паломарська обсерваторія            | Генрі Гольт                                            |
| 6395 Гіллард (Hilliard)                 | 1990 UE1             | 21 жовтня 1990    | Обсерваторія Яцуґатаке-Кобутізава   | Йошіо Кушіда, Осаму Мурамацу                           |
| 6396 Шлесвіґ (Schleswig)                | 1991 AO3             | 15 січня 1991     | Обсерваторія Карла Шварцшильда      | Ф. Бернґен                                             |
| (6397) 1991 BJ                          | 1991 BJ              | 17 січня 1991     | Окутама                             | Цуному Хіокі, Шудзі Хаякава                            |
| 6398 Тімхантер (Timhunter)              | 1991 CD1             | 10 лютого 1991    | Паломарська обсерваторія            | Керолін Шумейкер, Юджин Шумейкер, Девід Леві           |
| 6399 Харада (Harada)                    | 1991 GA              | 3 квітня 1991     | Обсерваторія Ґейсей                 | Тсутому Секі                                           |
| 6400 Джорджалександер (Georgealexander) | 1991 GQ1             | 10 квітня 1991    | Паломарська обсерваторія            | Е. Гелін                                               |

| Астероїди 1—10000 → |           |           |           |           |           |           |           |           |            |
| 1—100               | 1001—1100 | 2001—2100 | 3001—3100 | 4001—4100 | 5001—5100 | 6001—6100 | 7001—7100 | 8001—8100 | 9001—9100  |
| 101—200             | 1101—1200 | 2101—2200 | 3101—3200 | 4101—4200 | 5101—5200 | 6101—6200 | 7101—7200 | 8101—8200 | 9101—9200  |
| 201—300             | 1201—1300 | 2201—2300 | 3201—3300 | 4201—4300 | 5201—5300 | 6201—6300 | 7201—7300 | 8201—8300 | 9201—9300  |
| 301—400             | 1301—1400 | 2301—2400 | 3301—3400 | 4301—4400 | 5301—5400 | 6301—6400 | 7301—7400 | 8301—8400 | 9301—9400  |
| 401—500             | 1401—1500 | 2401—2500 | 3401—3500 | 4401—4500 | 5401—5500 | 6401—6500 | 7401—7500 | 8401—8500 | 9401—9500  |
| 501—600             | 1501—1600 | 2501—2600 | 3501—3600 | 4501—4600 | 5501—5600 | 6501—6600 | 7501—7600 | 8501—8600 | 9501—9600  |
| 601—700             | 1601—1700 | 2601—2700 | 3601—3700 | 4601—4700 | 5601—5700 | 6601—6700 | 7601—7700 | 8601—8700 | 9601—9700  |
| 701—800             | 1701—1800 | 2701—2800 | 3701—3800 | 4701—4800 | 5701—5800 | 6701—6800 | 7701—7800 | 8701—8800 | 9701—9800  |
| 801—900             | 1801—1900 | 2801—2900 | 3801—3900 | 4801—4900 | 5801—5900 | 6801—6900 | 7801—7900 | 8801—8900 | 9801—9900  |
| 901—1000            | 1901—2000 | 2901—3000 | 3901—4000 | 4901—5000 | 5901—6000 | 6901—7000 | 7901—8000 | 8901—9000 | 9901—10000 |